# 상대론적 파동 방정식
물리학에서, 특히 상대론적 양자역학(RQM)과 입자물리학에서의 응용에서, 상대론적 파동 방정식(영어: Relativistic wave equations)은 높은 에너지와 빛의 속력에 필적하는 속도에서 입자의 행동을 예측한다.

## 개요
양자장론(QFT)의 맥락에서 상대론적 파동 방정식은 양자장의 역학을 결정한다. 이 방정식의 해들은 보편적으로 ψ 또는 Ψ(그리스어 프시)로 표시되며, RQM의 맥락에서는 '파동 함수'로, QFT의 맥락에서는 '장'으로 지칭된다. 이에 간단히 '파동 방정식' 또는 '장 방정식'으로 불리는데, 이는 이들이 파동 방정식의 수학적 형태를 가지고 있거나 라그랑지언과 장론적 오일러-라그랑주 방정식에서 생성되기 때문이다.
슈뢰딩거 묘사에서 파동 함수 또는 장은 슈뢰딩거 방정식의 해이다.
{\displaystyle i\hbar {\frac {\partial }{\partial t}}\psi ={\hat {H}}\psi ,}
이는 양자역학의 공리 중 하나이다. 모든 상대론적 파동 방정식은 물리계를 기술하는 해밀토니언 연산자 Ĥ의 다양한 형태를 지정함으로써 구성될 수 있다. 다른 방법으로는, 파인만의 경로 적분 공식화는 해밀토니언 연산자 대신 라그랑지언을 사용한다.
더 일반적으로 말하면, 상대론적 파동 방정식의 현대 형식주의는 로런츠 군 이론이며, 여기에서 입자의 스핀은 로런츠 군의 표현과 상응한다.

## 역사

### 1920년대 초: 고전역학과 양자역학
분자, 원자, 그리고 원자핵 시스템 및 더 작은 시스템에 적용된 고전역학의 실패는 새로운 역학, 즉 양자역학의 필요성을 야기했다. 수학적 공식화는 드 브로이, 보어, 슈뢰딩거, 파울리, 하이젠베르크 등 여러 학자들에 의해 1920년대 중반에 이루어졌으며, 당시에는 고전역학과 유사했다. 슈뢰딩거 방정식과 하이젠베르크 묘사는 큰 양자수(더 높은 에너지 준위)의 극한에서 그리고 환산 플랑크 상수(작용의 양자) ħ이 0으로 갈 때 고전적인 운동 방정식과 유사하다. 이것이 바로 대응원리이다. 이 시점에서 특수 상대성이론은 양자역학과 완전히 결합되지 않았기 때문에, 슈뢰딩거와 하이젠베르크의 원래 제안된 공식화는 입자가 빛의 속력 근처로 이동하거나 각 유형의 입자 수가 변하는 상황(이것은 실제 입자 상호작용에서 발생한다. 즉, 다양한 형태의 입자 붕괴, 쌍소멸, 물질 생성, 쌍생성 등)에서 사용될 수 없었다.

### 1920년대 후반: 스핀-0 및 스핀-1/2입자의 상대론적 양자역학
상대론적 효과를 설명할 수 있는 양자역학 시스템에 대한 설명은 1920년대 후반부터 1940년대 중반까지 많은 이론 물리학자들에 의해 탐구되었다. 상대론적 양자역학, 즉 특수 상대성이론과 양자역학이 함께 적용되는 첫 번째 기반은 흔히 클라인-고든 방정식이라고 불리는 것을 발견한 모든 이들에 의해 발견되었다.
| {\displaystyle -\hbar ^{2}{\frac {\partial ^{2}\psi }{\partial t^{2}}}+(\hbar c)^{2}\nabla ^{2}\psi =(mc^{2})^{2}\psi ,} | \| \| \| \| \| \| \| \| | (1) |
| |                         |     |
| |                         |     |

이 방정식은 에너지 연산자와 운동량 연산자를 상대론적 에너지-운동량 관계에 삽입하여 얻어진다.
| {\displaystyle E^{2}-(pc)^{2}=(mc^{2})^{2}.} | \| \| \| \| \| \| \| \| | (2) |
|                                              |                         |     |
|                                              |                         |     |

(1)의 해는 스칼라장이다. 클라인-고든 방정식은 (2)의 이차 방정식적 특성으로 인해 음의 에너지와 확률을 예측하여 바람직하지 않다. 이는 상대론적 이론에서는 피할 수 없는 결과이다. 이 방정식은 처음에 슈뢰딩거가 제안했지만 이러한 이유로 폐기했으며, 몇 달 후에 그의 비상대론적 극한(현재 슈뢰딩거 방정식이라고 불리는 것)이 여전히 중요하다는 것을 깨달았다. 그럼에도 불구하고 (1)는 스핀-0 보손에 적용 가능하다.
슈뢰딩거가 발견한 비상대론적 방정식이나 상대론적 방정식 모두 수소 스펙트럼 계열의 미세 구조를 예측할 수 없었다. 이 신비한 근본 속성은 스핀이었다. 처음으로 2차원 스핀 행렬(파울리 행렬로 더 잘 알려져 있음)은 파울리가 파울리 방정식에 도입했다. 이 방정식은 자기장에 있는 입자에 대한 추가 항을 포함하는 비상대론적 해밀토니언을 가진 슈뢰딩거 방정식이었지만, 이는 현상론적이었다. 바일은 파울리 행렬을 사용하여 질량이 없는 스핀-1/2 페르미온에 대한 상대론적 방정식인 바일 방정식을 발견했다. 이 문제는 1920년대 후반 디랙이 방정식 (2)를 전자에 적용하는 것을 발전시키면서 해결되었다. 그는 다양한 조작을 통해 방정식을 다음과 같은 형태로 인수분해했다.
| {\displaystyle \left({\frac {E}{c}}-{\boldsymbol {\alpha }}\cdot \mathbf {p} -\beta mc\right)\left({\frac {E}{c}}+{\boldsymbol {\alpha }}\cdot \mathbf {p} +\beta mc\right)\psi =0,} | \| \| \| \| \| \| \| \| | (3A) |
| |                         |      |
| |                         |      |

그리고 이 인수 중 하나가 에너지 및 운동량 연산자를 삽입한 디랙 방정식이다(아래 참조). 이것은 상대론적 파동 방정식에 새로운 4차원 스핀 행렬 α 와 β를 처음으로 도입했으며, 수소의 미세 구조를 설명했다. (3A)의 해는 다중 성분 스피너장이며, 각 성분은 (1)을 만족한다. 스피너 해의 놀라운 결과는 성분의 절반이 입자를 기술하고 나머지 절반이 반입자를 기술한다는 것이다. 이 경우 전자와 양전자이다. 디랙 방정식은 이제 모든 질량 있는 스핀-1/2 페르미온에 적용되는 것으로 알려져 있다. 비상대론적 극한에서는 파울리 방정식이 복구되며, 질량이 없는 경우에는 바일 방정식이 결과로 나타난다.
양자론의 이정표임에도 불구하고, 디랙 방정식은 스핀-1/2 페르미온에만 해당하며, 여전히 음의 에너지 해를 예측하여 당시 논란을 야기했다(특히 모든 물리학자가 음의 에너지 상태의 "디랙의 바다"에 편안함을 느끼지 못했다).

### 1930년대-1960년대: 고스핀 입자의 상대론적 양자역학
명확한 문제는 디랙 방정식을 모든 스핀을 가진 입자, 즉 페르미온과 보손 모두에게 일반화하고, 같은 방정식에서 이들의 반입자도 포함하며(디랙이 그의 방정식에 도입하고 판데르바르던이 1929년에 스피너 미적분학에서 최근에 발전시킨 스피너 형식론 덕분에 가능했다), 이상적으로는 양의 에너지 해를 포함하는 것이었다.
이는 마요라나가 1932년에 디랙과는 다른 접근 방식으로 도입하고 해결했다. 마요라나는 (3A)의 한 "근"을 고려했다.
| {\displaystyle \left({\frac {E}{c}}+{\boldsymbol {\alpha }}\cdot \mathbf {p} -\beta mc\right)\psi =0,} | \| \| \| \| \| \| \| \| | (3B) |
| |                         |      |
| |                         |      |

여기서 ψ는 무한히 많은 성분을 가진 스피너장이며, 부호의 불확정성을 제거하기 위해 유한한 수의 텐서나 스피너로 환원될 수 없다. 행렬 α와 β는 무한 차원 행렬이며, 무한소 로런츠 변환과 관련이 있다. 그는 3B의 각 성분이 방정식 (2)를 만족해야 한다고 요구하지 않았다. 대신 그는 로런츠 불변 작용을 사용하여 최소 작용 원리와 로런츠 군 이론의 적용을 통해 방정식을 재구성했다.
마요라나는 다양한 차원(5, 6, 16)의 파동 방정식을 포함하여 출판되지 않은 다른 중요한 공헌을 했다. 이들은 나중에 (더 복잡한 방식으로) 드 브로이(1934)와 더핀, 케머, 페티오(1938–1939년경)에 의해 예상되었다(더핀-케머-페티오 대수 참조). 디랙-피어츠-파울리 형식론은 마요라나의 것보다 더 정교했다. 스피너는 20세기 초에 새로운 수학적 도구였지만, 마요라나의 1932년 논문은 완전히 이해하기 어려웠다. 파울리와 위그너가 그것을 이해하는 데 1940년경까지 시간이 걸렸다.
디랙은 1936년에, 피어츠와 파울리는 1939년에 모든 지수에서 대칭인 비가환 스피너 A와 B를 사용하여 정수 n에 대해 스핀 n + 1/2인 질량 입자에 대한 방정식을 만들었다(판데르바르던 표기법에서 점이 찍힌 지수의 의미는 참조).
| {\displaystyle p_{\gamma {\dot {\alpha }}}A_{\epsilon _{1}\epsilon _{2}\cdots \epsilon _{n}}^{{\dot {\alpha }}{\dot {\beta }}_{1}{\dot {\beta }}_{2}\cdots {\dot {\beta }}_{n}}=mcB_{\gamma \epsilon _{1}\epsilon _{2}\cdots \epsilon _{n}}^{{\dot {\beta }}_{1}{\dot {\beta }}_{2}\cdots {\dot {\beta }}_{n}},} | \| \| \| \| \| \| \| \| | (4A) |
| |                         |      |
| |                         |      |

| {\displaystyle p^{\gamma {\dot {\alpha }}}B_{\gamma \epsilon _{1}\epsilon _{2}\cdots \epsilon _{n}}^{{\dot {\beta }}_{1}{\dot {\beta }}_{2}\cdots {\dot {\beta }}_{n}}=mcA_{\epsilon _{1}\epsilon _{2}\cdots \epsilon _{n}}^{{\dot {\alpha }}{\dot {\beta }}_{1}{\dot {\beta }}_{2}\cdots {\dot {\beta }}_{n}},} | \| \| \| \| \| \| \| \| | (4B) |
| |                         |      |
| |                         |      |

여기서 p는 공변 스피너 연산자로서의 운동량이다. n = 0일 때, 이 방정식은 결합된 디랙 방정식으로 축소되며, A와 B는 함께 원래의 디랙 스피너로 변환된다. A 또는 B를 제거하면 A와 B 각각이 (1)을 만족함을 보여준다. 바르그만-위그너 연산자를 사용한 디랙-파울리-피어츠 방정식의 직접 유도는 이사예프와 포도이니친에 의해 제시되었다.
1941년에 라리타와 슈윙거는 스핀-3/2 입자에 초점을 맞추어 라리타-슈윙거 방정식을 유도했으며, 이를 생성하기 위한 라그랑지언을 포함했고, 나중에 정수 n에 대한 스핀 n + 1/2에 유사한 방정식을 일반화했다. 1945년에 파울리는 마요라나의 1932년 논문을 바바에게 제안했고, 바바는 마요라나가 1932년에 도입했던 일반적인 아이디어로 돌아갔다. 바바와 루반스키는 (3A)와 (3B)의 질량 항을 파동 함수가 따라야 하는 일련의 조건에 따라 임의의 상수로 대체함으로써 완전히 일반적인 방정식 세트를 제안했다.
마침내 1948년(같은 해에 파인만의 경로 적분 공식화가 만들어졌다), 바르그만과 위그너는 모든 스핀을 가질 수 있는 질량 입자에 대한 일반 방정식을 완전히 대칭적인 유한 성분 스피너와 로렌츠 군 이론을 사용하여(마요라나가 했던 것처럼) 공식화했다. 이것이 바르그만-위그너 방정식이다. 1960년대 초반, 바르그만-위그너 방정식의 재정식화가 H. 요스와 스티븐 와인버그에 의해 이루어졌는데, 이것이 요스-와인버그 방정식이다. 이 시기의 다양한 이론가들은 고스핀 입자를 위한 상대론적 해밀토니언에 대한 추가 연구를 진행했다.

### 1960년대-현재
스핀 입자의 상대론적 기술은 양자론에서 어려운 문제였다. 이 문제는 부분적으로만 해결되었기 때문에 여전히 현재 연구 분야이다. 방정식에 상호작용을 포함하는 것은 문제가 많고, (디랙 방정식에서조차) 역설적인 예측이 여전히 존재한다.

## 선형 방정식
다음 방정식들은 중첩 원리를 만족하는 해를 가지며, 즉 파동 함수는 가법적이다.
여기서는 텐서 지수 표기법과 파인만의 슬래시 기법의 표준 규약이 사용되며, 색인이 있는 양의 공간 성분에는 1, 2, 3의 값을, 시간 성분에는 0의 값을 취하는 그리스어 색인이 포함된다. 파동 함수는 ψ로, ∂μ는 사차원 기울기 연산자의 성분이다.
행렬 방정식에서, 파울리 행렬은 σμ로 표시되며, 여기서 μ = 0, 1, 2, 3이고, σ0는 2 × 2 단위 행렬이다.
{\displaystyle \sigma ^{0}={\begin{pmatrix}1&0\\0&1\\\end{pmatrix}}}
다른 행렬은 일반적인 표현을 갖는다. 표현
{\displaystyle \sigma ^{\mu }\partial _{\mu }\equiv \sigma ^{0}\partial _{0}+\sigma ^{1}\partial _{1}+\sigma ^{2}\partial _{2}+\sigma ^{3}\partial _{3}}
은 2성분 스피너장에 작용하는 2 × 2 행렬 연산자이다.
디랙 행렬은 γμ으로 표시되며, 여기서 다시 μ = 0, 1, 2, 3이고, 여러 표현 중에서 선택할 수 있다. 행렬 γ0은 반드시 4 × 4 단위 행렬일 필요는 없다. 표현
{\displaystyle i\hbar \gamma ^{\mu }\partial _{\mu }+mc\equiv i\hbar (\gamma ^{0}\partial _{0}+\gamma ^{1}\partial _{1}+\gamma ^{2}\partial _{2}+\gamma ^{3}\partial _{3})+mc{\begin{pmatrix}1&0&0&0\\0&1&0&0\\0&0&1&0\\0&0&0&1\end{pmatrix}}}
은 4성분 스피너장에 작용하는 4 × 4 행렬 연산자이다.
"mc"와 같은 항은 해당 차원의 단위 행렬에 스칼라 곱을 하며, 일반적인 크기는 2 × 2 또는 4 × 4이며, 단순화를 위해 관례적으로 쓰지 않는다.
| 입자 스핀 양자수 s | 이름                                       | 방정식 | 방정식이 기술하는 일반적인 입자                                                           |
| ------------------ | ------------------------------------------ | --- | ----------------------------------------------------------------------------------------- |
| 0                  | 클라인-고든 방정식                         | {\displaystyle (\hbar \partial _{\mu }+imc)(\hbar \partial ^{\mu }-imc)\psi =0} | 질량이 없거나 질량이 있는 스핀-0 입자(힉스 보손 등).                                      |
| 1/2                | 바일 방정식                                | {\displaystyle \sigma ^{\mu }\partial _{\mu }\psi =0} | 질량이 없는 스핀-1/2 입자.                                                                |
| 1/2                | 디랙 방정식                                | {\displaystyle \left(i\hbar \partial \!\!\!/-mc\right)\psi =0} | 질량이 있는 스핀-1/2 입자(전자 등).                                                       |
| 1/2                | 이체 디랙 방정식                           | {\displaystyle [(\gamma _{1})_{\mu }(p_{1}-{\tilde {A}}_{1})^{\mu }+m_{1}+{\tilde {S}}_{1}]\Psi =0,} {\displaystyle [(\gamma _{2})_{\mu }(p_{2}-{\tilde {A}}_{2})^{\mu }+m_{2}+{\tilde {S}}_{2}]\Psi =0.} | 질량이 있는 스핀-1/2 입자(전자 등).                                                       |
| 1/2                | 마요라나 방정식                            | {\displaystyle i\hbar \partial \!\!\!/\psi -mc\psi _{c}=0} | 질량이 있는 마요라나 입자.                                                                |
| 1/2                | 브라이트 방정식                            | {\displaystyle i\hbar {\frac {\partial \Psi }{\partial t}}=\left(\sum _{i}{\hat {H}}_{D}(i)+\sum _{i>j}{\frac {1}{r_{ij}}}-\sum _{i>j}{\hat {B}}_{ij}\right)\Psi } | 섭동 이론의 1차에서 전자기적으로 상호작용하는 두 개의 질량이 있는 스핀-1/2 입자(전자 등). |
| 1                  | 맥스웰 방정식 (QED에서 로렌츠 게이지 사용) | {\displaystyle \partial _{\mu }\partial ^{\mu }A^{\nu }=e{\overline {\psi }}\gamma ^{\nu }\psi } | 광자, 질량이 없는 스핀-1 입자.                                                            |
| 1                  | 프로카 방정식                              | {\displaystyle \partial _{\mu }(\partial ^{\mu }A^{\nu }-\partial ^{\nu }A^{\mu })+\left({\frac {mc}{\hbar }}\right)^{2}A^{\nu }=0} | 질량이 있는 스핀-1 입자(W와 Z보손 등).                                                    |
| 3/2                | 라리타-슈윙거 방정식                       | {\displaystyle \epsilon ^{\mu \nu \rho \sigma }\gamma ^{5}\gamma _{\nu }\partial _{\rho }\psi _{\sigma }+m\psi ^{\mu }=0} | 질량이 있는 스핀-3/2 입자.                                                                |
| s                  | 바르그만-위그너 방정식                     | {\displaystyle {\begin{aligned}(-i\hbar \gamma ^{\mu }\partial _{\mu }+mc)_{\alpha _{1}\alpha _{1}'}\psi _{\alpha '_{1}\alpha _{2}\alpha _{3}\cdots \alpha _{2s}}&=0\\(-i\hbar \gamma ^{\mu }\partial _{\mu }+mc)_{\alpha _{2}\alpha _{2}'}\psi _{\alpha _{1}\alpha '_{2}\alpha _{3}\cdots \alpha _{2s}}&=0\\&\;\;\vdots \\(-i\hbar \gamma ^{\mu }\partial _{\mu }+mc)_{\alpha _{2s}\alpha '_{2s}}\psi _{\alpha _{1}\alpha _{2}\alpha _{3}\cdots \alpha '_{2s}}&=0\end{aligned}}} 여기서 ψ는 2s 계수 4성분 스피너이다. | 임의의 스핀을 가진 자유 입자(보손 및 페르미온).                                           |
| s                  | 요스-와인버그 방정식                       | {\displaystyle [(i\hbar )^{2s}\gamma ^{\mu _{1}\mu _{2}\cdots \mu _{2s}}\partial _{\mu _{1}}\partial _{\mu _{2}}\cdots \partial _{\mu _{2s}}+(mc)^{2s}]\psi =0} | 임의의 스핀을 가진 자유 입자(보손 및 페르미온).                                           |

### 선형 게이지장
더핀-케머-페티오 방정식은 스핀-0 및 스핀-1 입자에 대한 대체 방정식이다.
{\displaystyle (i\hbar \beta ^{a}\partial _{a}-mc)\psi =0}

## 상대론적 파동 방정식의 구성

### 4-벡터와 에너지-운동량 관계 사용
표준 특수 상대성이론(SR) 4-벡터에서 시작:
- 사차원 위치 {\displaystyle X^{\mu }=\mathbf {X} =(ct,{\vec {\mathbf {x} }})}
- 사차원 속도 {\displaystyle U^{\mu }=\mathbf {U} =\gamma (c,{\vec {\mathbf {u} }})}
- 사차원 운동량 {\displaystyle P^{\mu }=\mathbf {P} =\left({\frac {E}{c}},{\vec {\mathbf {p} }}\right)}
- 사차원 파동 벡터 {\displaystyle K^{\mu }=\mathbf {K} =\left({\frac {\omega }{c}},{\vec {\mathbf {k} }}\right)}
- 사차원 기울기 {\displaystyle \partial ^{\mu }=\mathbf {\partial } =\left({\frac {\partial _{t}}{c}},-{\vec {\mathbf {\nabla } }}\right)}

각 4-벡터는 로런츠 스칼라로 다른 4-벡터와 관련되어 있다.
- {\displaystyle \mathbf {U} \cdot \mathbf {U} =(c)^{2}}
- {\displaystyle \mathbf {P} \cdot \mathbf {P} =(m_{0}c)^{2}}
- {\displaystyle \mathbf {K} \cdot \mathbf {K} =\left({\frac {m_{0}c}{\hbar }}\right)^{2}}
- {\displaystyle \mathbf {\partial } \cdot \mathbf {\partial } =\left({\frac {-im_{0}c}{\hbar }}\right)^{2}=-\left({\frac {m_{0}c}{\hbar }}\right)^{2}}

마지막 방정식은 근본적인 양자 관계이다.
로런츠 스칼라장 {\displaystyle \psi }에 적용하면, 양자 상대론적 파동 방정식의 가장 기본적인 것인 클라인-고든 방정식을 얻는다.
- {\displaystyle \left[\mathbf {\partial } \cdot \mathbf {\partial } +\left({\frac {m_{0}c}{\hbar }}\right)^{2}\right]\psi =0}: 4-벡터 형식
- {\displaystyle \left[\partial _{\mu }\partial ^{\mu }+\left({\frac {m_{0}c}{\hbar }}\right)^{2}\right]\psi =0}: 텐서 형식
- {\displaystyle \left[(\hbar \partial _{\mu }+im_{0}c)(\hbar \partial ^{\mu }-im_{0}c)\right]\psi =0}: 인수분해된 텐서 형식

슈뢰딩거 방정식은 클라인-고든 방정식의 저속도 극한 경우(v ≪ c)이다.
이 관계가 로런츠 스칼라장 {\displaystyle \psi } 대신 사차원 벡터장 {\displaystyle A^{\mu }}에 적용되면, 프로카 방정식(로렌츠 게이지에서)을 얻는다.
{\displaystyle \left[\mathbf {\partial } \cdot \mathbf {\partial } +\left({\frac {m_{0}c}{\hbar }}\right)^{2}\right]A^{\mu }=0}
정지 질량 항이 0(광속 입자)으로 설정되면, 이는 자유 맥스웰 방정식(로렌츠 게이지에서)을 제공한다.
{\displaystyle [\mathbf {\partial } \cdot \mathbf {\partial } ]A^{\mu }=0}

### 로런츠 군의 표현
민코프스키 공간에서 적절한 정시 로렌츠 변환 x → Λx 아래에서, 스핀 j와 스핀 z-성분 σ을 갖는 모든 한 입자 양자 상태 ψjσ는 로렌츠 군의 어떤 표현 D에 따라 국소적으로 변환된다.
{\displaystyle \psi (x)\rightarrow D(\Lambda )\psi (\Lambda ^{-1}x)}
여기서 D(Λ)는 어떤 유한 차원 표현, 즉 행렬이다. 여기서 ψ는 허용된 σ 값을 포함하는 열 벡터로 간주된다. 양자수 j와 σ뿐만 아니라 다른 양자수를 나타내는 연속적이거나 이산적인 다른 레이블은 억제된다. σ의 한 값은 표현에 따라 여러 번 나타날 수 있다. j에 대해 여러 가능한 값을 갖는 표현은 아래에서 고려된다.
비가환 표현은 반정수 또는 정수 쌍 (A, B)로 레이블이 지정된다. 이들로부터 다른 모든 표현은 텐서곱과 직합과 같은 다양한 표준 방법을 사용하여 구성될 수 있다. 특히, 시공간 자체는 사차원 벡터 표현 (⁠1/2⁠, ⁠1/2⁠)을 구성하므로 Λ ∈ D(1/2, 1/2)이다. 이를 맥락에 맞게 설명하자면, 디랙 스피너는 (⁠1/2⁠, 0) ⊕ (0, ⁠1/2⁠) 표현 아래에서 변환된다. 일반적으로 (A, B) 표현 공간은 공간 회전의 부분군, SO(3) 아래에서 스핀 j의 객체처럼 비가환적으로 변환되는 부분 공간을 가지며, 각 허용된 값은 다음과 같다.
{\displaystyle j=A+B,A+B-1,\dots ,|A-B|,}
정확히 한 번 발생한다. 일반적으로 비가환 표현의 텐서 곱은 환원 가능하다. 즉, 비가환 표현의 직합으로 분해된다.
표현 D(j, 0) 및 D(0, j)는 각각 스핀 j의 입자를 나타낼 수 있다. 이러한 표현의 상태 또는 양자장은 클라인-고든 방정식 외에는 장 방정식을 만족하지 않을 것이다.

## 비선형 방정식
중첩 원리를 만족하지 않는 해를 갖는 방정식들이 있다.

### 비선형 게이지장
- 양-밀스 방정식: 비가환 게이지장을 기술한다.
- 양-밀스-힉스 방정식: 질량이 있는 스핀-0 입자와 결합된 비가환 게이지장을 기술한다.

### 스핀 2
- 아인슈타인 방정식: 물질과 중력장(질량이 없는 스핀-2장)의 상호작용을 기술한다. {\displaystyle R_{\mu \nu }-{\frac {1}{2}}g_{\mu \nu }\,R+g_{\mu \nu }\Lambda ={\frac {8\pi G}{c^{4}}}T_{\mu \nu }} 해는 파동 함수가 아니라 계량 텐서장이다.

## 같이 보기
- 핵물리학 및 입자물리학 방정식 목록
- 양자역학 방정식 목록
- 로런츠 변환
- 전자기장의 수학적 기술
  - 전자기장의 양자화
- 최소 결합
- 스칼라장 이론
- 특수 상대성이론의 현황

## 더 읽어보기
- R.G. Lerner; G.L. Trigg (1991). 《Encyclopaedia of Physics》 2판. VHC publishers. ISBN 0-89573-752-3.
- C.B. Parker (1994). 《McGraw Hill Encyclopaedia of Physics》 2판. McGraw-Hill. ISBN 0-07-051400-3.
- G. Woan, Cambridge University Press (2010). 《The Cambridge Handbook of Physics Formulas》. Cambridge University Press. ISBN 978-0-521-57507-2.
- D. McMahon (2006). 《Relativity DeMystified》. Mc Graw Hill (USA). ISBN 0-07-145545-0.
- J.A. Wheeler; C. Misner; K.S. Thorne (1973). 《Gravitation》. W.H. Freeman. ISBN 0-7167-0344-0.
- B.R. Martin; G. Shaw (2008). 《Particle Physics (Manchester series)》 2판. John Wiley & Sons. ISBN 978-0-470-03294-7.
- P. Labelle, Demystified (2010). 《Supersymmetry》. McGraw-Hill (USA). ISBN 978-0-07-163641-4.
- B.H. Bransden; C.J. Joachain (1983). 《Physics of Atoms and Molecules》. Longman. ISBN 0-582-44401-2.
- E. Abers (2004). 《Quantum Mechanics》. Addison Wesley. ISBN 978-0-13-146100-0.
- D. McMahon (2008). 《Quantum Field Theory》. Mc Graw Hill (USA). ISBN 978-0-07-154382-8.
- M. Pillin (1994). 《q-Deformed Relativistic Wave Equations》. 《Journal of Mathematical Physics》 35. 2804–2817쪽. arXiv:hep-th/9310097. Bibcode:1994JMP....35.2804P. doi:10.1063/1.530487. S2CID 5919588.